# والتر باخ
والتر باخ (آلمانی: Walter Bach؛ زادهٔ ۱۰ دسامبر ۱۹۰۹ - درگذشته نامشخص) ژیمناست هنری اهل سوئیس بود.
وی در مسابقات کشوری و بین‌المللی در مجموع برندهٔ ۱ مدال نقره شده‌است.